# Isaac Okoronkwo
Isaac Okoronkwo (Nbene, 1 de maio de 1978) é um ex-futebolista nigeriano que atuava como zagueiro.
Okoronkwo defendeu durante boa parte de sua carreira clubes do leste europeu, no futebol ucraniano e russo, no Rostov aposentou-se no final de 2013.

## Seleção
Isaac Okoronkwo representou a Seleção Nigeriana de Futebol, nas Olimpíadas de 2000.  e defendeu a Seleção Nigeriana de Futebol na Copa do Mundo FIFA de 2002
No total representou a Nigéria em 26 jogos oficiais entre 2001 a 2008,  atuando em todas as três partidas na fase de grupo na Copa do Mundo de 2002.